# Playa de Foxos o Barra
La playa de Foxos o Barra se encuentra en el concejo asturiano de Coaña, España, y pertenece a la localidad de Mohías.
Forma parte de la Costa Occidental de Asturias, presentando protección por ser ZEPA y LIC.

## Descripción
La playa tiene forma rectilínea, una longitud de unos 150 metros y una anchura media de alrededor de 10 metros. Su entorno es rural, con un grado de urbanización medio y una peligrosidad alta. El acceso peatonal es de unos quinientos metros de longitud. En su lecho alternan arenas gruesas y oscuras con una pequeña escollera.
El núcleo poblacional rural más próximo es el de Foxos y la playa, también llamada «Barra», está situada entre la margen izquierda de la desembocadura del río Navia y la Playa de Arnielles. Se trata de una pequeña playa situada en la propia ría, está muy bien equipada, tiene servicio de limpieza, de vigilancia, área de pícnic y una área recreativa. Sin embargo tiene el inconveniente del olor característico, permanente, de la cercana fábrica de papel. La actividad recomendada es la de la pesca recreativa y se advierte que durante el baño se recomienda no alejarse de la playa debido a las corrientes hacia un lado u otro de la ría.